# Ardahan (tartomány)
Ardahan tartomány Törökország egyik tartománya az ország északkeleti részén; határos Grúziával (Szamche-Dzsavaheti közigazgatási régióval) és Örményország Sirak tartományával. Ardahant 1994-ben hozták létre Kars tartományból. Szomszédos tartományok: Artvin nyugaton. Erzurum délnyugaton és Kars délen. Az 5576 km² területen fekvő tartomány székhelye Ardahan, lakossága kb. 120 000 fő. A területen kurdok és örmények is élnek.

## Körzetei
A tartománynak hat körzete van:
- Ardahan
- Çıldır
- Damal
- Göle
- Hanak
- Posof